# Snake Island, Ontario
Snake Island är en ö i Kanada.   Den ligger i provinsen Ontario, i den sydöstra delen av landet, 300 km väster om huvudstaden Ottawa.
Omgivningarna runt Snake Island är en mosaik av jordbruksmark och naturlig växtlighet. Runt Snake Island är det ganska tätbefolkat, med 185 invånare per kvadratkilometer.